# Holoplagia bullata
Holoplagia bullata är en tvåvingeart som först beskrevs av Edwards 1925.  Holoplagia bullata ingår i släktet Holoplagia och familjen dyngmyggor. Inga underarter finns listade i Catalogue of Life.